# اوبرلانگن
اوبرلانگن (به آلمانی: Oberlangen) یک شهر در آلمان است که در امسلاند واقع شده‌است. اوبرلانگن ۹۸۵ نفر جمعیت دارد.